# 2014年のWTAツアー
2014年のWTAツアーは2014年のWTAツアーの日程と決勝結果である。

## 日程
2014年WTAカレンダーより作成
| グランドスラム                        |
| WTAファイナルズ                       |
| プレミア・マンダトリー                |
| プレミア5                             |
| WTAトーナメント・オブ・チャンピオンズ |
| プレミア                              |
| インターナショナル                    |
| チームイベント                        |

| 日時            | 大会名 | 優勝者                                                      | 準優勝者                                                      | 試合結果 （スコア） |
| --------------- | --- | ----------------------------------------------------------- | ------------------------------------------------------------- | ------------------- |
| 12月30日        | ホップマンカップ パース 男女混合国別対抗戦 - ハード (室内) - 8チーム (RR)                                           | フランス                                                    | ポーランド                                                    | 2-1                 |
| 12月30日        | ブリスベン国際 ブリスベン $1,000,000 - ハード - 32S/32Q/16D                                                         | セリーナ・ウィリアムズ                                      | ビクトリア・アザレンカ                                        | 6–4, 7–5            |
| 12月30日        | ブリスベン国際 ブリスベン $1,000,000 - ハード - 32S/32Q/16D                                                         | アーラ・クドゥリャフツェワ アナスタシア・ロディオノワ       | クリスティナ・ムラデノビッチ ガリナ・ボスコボワ               | 6-3, 6-1            |
| 12月30日        | 深圳オープン 深圳 $500,000 - ハード - 32S/32Q/16D                                                                   | 李娜                                                        | 彭帥                                                          | 6–4, 7–5            |
| 12月30日        | 深圳オープン 深圳 $500,000 - ハード - 32S/32Q/16D                                                                   | モニカ・ニクレスク クララ・ザコパロバ                       | リュドミラ・キチェノク ナディヤ・キチェノク                   | 6–3, 6–4            |
| 12月30日        | ASBクラシック オークランド $250,000 - ハード - 32S/32Q/16D                                                          | アナ・イバノビッチ                                          | ビーナス・ウィリアムズ                                        | 6–2, 5–7, 6–4       |
| 12月30日        | ASBクラシック オークランド $250,000 - ハード - 32S/32Q/16D                                                          | シャロン・フィッチマン マリア・サンチェス                   | ルーシー・ハラデツカ ミハエラ・クライチェク                   | 2–6, 6–0, [10–4]    |
| 1月6日          | アピア国際 シドニー $710,000 - ハード - 30S/48Q/16D                                                                 | ツベタナ・ピロンコバ                                        | アンゲリク・ケルバー                                          | 6–4, 6–4            |
| 1月6日          | アピア国際 シドニー $710,000 - ハード - 30S/48Q/16D                                                                 | ティメア・バボシュ ルーシー・サファロバ                     | サラ・エラニ ロベルタ・ビンチ                                 | 7–5, 3–6, [10–7]    |
| 1月6日          | ホバート国際 ホバート $250,000 - ハード - 32S/32Q/16D                                                               | ガルビネ・ムグルサ                                          | クララ・ザコパロバ                                            | 6–4, 6–0            |
| 1月6日          | ホバート国際 ホバート $250,000 - ハード - 32S/32Q/16D                                                               | モニカ・ニクレスク クララ・ザコパロバ                       | リサ・レイモンド 張帥                                         | 6–2, 6–7(5), [10–8] |
| 1月13日 1月20日 | 全豪オープン メルボルン $12,122,762 - ハード 128S/96Q/64D/32X シングルス – ダブルス – 混合ダブルス                  | 李娜                                                        | ドミニカ・チブルコバ                                          | 7–6(3), 6–0         |
| 1月13日 1月20日 | 全豪オープン メルボルン $12,122,762 - ハード 128S/96Q/64D/32X シングルス – ダブルス – 混合ダブルス                  | サラ・エラニ ロベルタ・ビンチ                               | エカテリーナ・マカロワ エレーナ・ベスニナ                     | 6–4, 3–6, 7–5       |
| 1月13日 1月20日 | 全豪オープン メルボルン $12,122,762 - ハード 128S/96Q/64D/32X シングルス – ダブルス – 混合ダブルス                  | クリスティナ・ムラデノビッチ ダニエル・ネスター             | サニア・ミルザ ホリア・テカウ                                 | 6–3, 6–2            |
| 1月27日         | GDFスエズ・オープン パリ $710,000 - ハード (室内) - 30S/32Q/16D                                                     | アナスタシア・パブリュチェンコワ                            | サラ・エラニ                                                  | 3–6, 6–2, 6–3       |
| 1月27日         | GDFスエズ・オープン パリ $710,000 - ハード (室内) - 30S/32Q/16D                                                     | アンナ＝レナ・グローネフェルト クベタ・ペシュケ             | ティメア・バボシュ クリスティナ・ムラデノビッチ               | 6-7(7), 6-4, [10-5] |
| 1月27日         | PTTパタヤ・オープン パタヤ $250,000 - ハード - 32S/16Q/16D                                                          | エカテリーナ・マカロワ                                      | カロリナ・プリスコバ                                          | 6–3, 7–6(7)         |
| 1月27日         | PTTパタヤ・オープン パタヤ $250,000 - ハード - 32S/16Q/16D                                                          | 彭帥 張帥                                                   | アーラ・クドゥリャフツェワ アナスタシア・ロディオノワ         | 3–6, 7–6(5), [10–6] |
| 2月3日          | フェドカップ1回戦 クリーブランド - ハード (室内) セビリア - クレー ブラチスラヴァ - ハード (室内) ホバート - ハード | 勝利チーム · イタリア · チェコ · ドイツ · オーストラリア    | 敗退チーム · アメリカ合衆国 · スペイン · スロバキア · ロシア  | 3–1 3–2 3–1 4–0     |
| 2月10日         | カタール・トータル・オープン ドーハ $2,440,070 - ハード - 56S/32Q/28D                                               | シモナ・ハレプ                                              | アンゲリク・ケルバー                                          | 6–2, 6–3            |
| 2月10日         | カタール・トータル・オープン ドーハ $2,440,070 - ハード - 56S/32Q/28D                                               | 謝淑薇 彭帥                                                 | クベタ・ペシュケ カタリナ・スレボトニク                       | 6–4, 6–0            |
| 2月17日         | ドバイ・デューティ・フリー・テニス選手権 ドバイ $2,000,000 - ハード - 28S/32Q/16D                                   | ビーナス・ウィリアムズ                                      | アリーゼ・コルネ                                              | 6–3, 6–0            |
| 2月17日         | ドバイ・デューティ・フリー・テニス選手権 ドバイ $2,000,000 - ハード - 28S/32Q/16D                                   | アーラ・クドゥリャフツェワ アナスタシア・ロディオノワ       | ラケル・コップス＝ジョーンズ アビゲイル・スピアーズ           | 6–2, 5–7, [10–8]    |
| 2月17日         | リオ・オープン リオデジャネイロ $250,000 - クレー - 32S/24Q/16D                                                     | 奈良くるみ                                                  | クララ・ザコパロバ                                            | 6–1, 4–6, 6–1       |
| 2月17日         | リオ・オープン リオデジャネイロ $250,000 - クレー - 32S/24Q/16D                                                     | イリーナ＝カメリア・ベグ マリア・イリゴエン                 | ヨハンナ・ラーション シャネル・シェパーズ                     | 6–2, 6–0            |
| 2月24日         | アビエルト・メキシコ・テルセル アカプルコ $250,000 - ハード - 32S/32Q/16D                                           | ドミニカ・チブルコバ                                        | クリスティナ・マクヘール                                      | 7–6(3), 4–6, 6–4    |
| 2月24日         | アビエルト・メキシコ・テルセル アカプルコ $250,000 - ハード - 32S/32Q/16D                                           | クリスティナ・ムラデノビッチ ガリナ・ボスコボワ             | ペトラ・チェトコフスカ イベタ・メルツァー                     | 6–3, 2–6, [10–5]    |
| 2月24日         | ブラジル・テニス・カップ フロリアノーポリス $250,000 - ハード - 32S/24Q/16D                                         | クララ・ザコパロバ                                          | ガルビネ・ムグルサ                                            | 4–6, 7–5, 6–0       |
| 2月24日         | ブラジル・テニス・カップ フロリアノーポリス $250,000 - ハード - 32S/24Q/16D                                         | アナベル・メディナ・ガリゲス ヤロスラワ・シュウェドワ       | フランチェスカ・スキアボーネ シルビア・ソレル＝エスピノサ     | 7–6(1), 2–6, [10–3] |
| 3月3日 3月10日  | BNPパリバ・オープン インディアンウェルズ $5,946,740 - ハード - 96S/48Q/32D                                          | フラビア・ペンネッタ                                        | アグニエシュカ・ラドワンスカ                                  | 6–2, 6–1            |
| 3月3日 3月10日  | BNPパリバ・オープン インディアンウェルズ $5,946,740 - ハード - 96S/48Q/32D                                          | 謝淑薇 彭帥                                                 | カーラ・ブラック サニア・ミルザ                               | 7–6(5), 6–2         |
| 3月17日 3月24日 | ソニー・オープン・テニス マイアミ $5,427,105 - ハード - 96S/48Q/32D                                                 | セリーナ・ウィリアムズ                                      | 李娜                                                          | 7–5, 6–1            |
| 3月17日 3月24日 | ソニー・オープン・テニス マイアミ $5,427,105 - ハード - 96S/48Q/32D                                                 | マルチナ・ヒンギス ザビーネ・リシキ                         | エカテリーナ・マカロワ エレーナ・ベスニナ                     | 4-6, 6-4, [10-5]    |
| 3月31日         | ファミリー・サークル・カップ チャールストン $795,707 - クレー - 56S/48Q/16D                                         | アンドレア・ペトコビッチ                                    | ヤナ・チェペロバ                                              | 7–5, 6–2            |
| 3月31日         | ファミリー・サークル・カップ チャールストン $795,707 - クレー - 56S/48Q/16D                                         | アナベル・メディナ・ガリゲス ヤロスラワ・シュウェドワ       | 詹詠然 詹皓晴                                                 | 7–6(4), 6–2         |
| 3月31日         | モンテレイ・オープン モンテレイ $500,000 - ハード - 32S/32Q/16D                                                     | アナ・イバノビッチ                                          | ヨバナ・ヤクシッチ                                            | 6–2, 6–1            |
| 3月31日         | モンテレイ・オープン モンテレイ $500,000 - ハード - 32S/32Q/16D                                                     | ダリヤ・ユラク メーガン・モールトン＝レヴィ                 | ティメア・バボシュ オリガ・ゴボツォワ                         | 7–6(5), 3–6, [11–9] |
| 4月7日          | カトヴィツェ・オープン カトヴィツェ $250,000 - ハード (室内) - 32S/32Q/16D                                          | アリーゼ・コルネ                                            | カミラ・ジョルジ                                              | 7–6(3), 5–7, 7–5    |
| 4月7日          | カトヴィツェ・オープン カトヴィツェ $250,000 - ハード (室内) - 32S/32Q/16D                                          | ユリア・ベイゲルジマー オリガ・サブチュク                   | クララ・クーカロバ モニカ・ニクレスク                         | 6–4, 5–7, [10–7]    |
| 4月7日          | クラロ・コルサニータス・カップ ボゴタ $250,000 - クレー - 32S/32Q/16D                                               | キャロリン・ガルシア                                        | エレナ・ヤンコビッチ                                          | 6–3, 6–4            |
| 4月7日          | クラロ・コルサニータス・カップ ボゴタ $250,000 - クレー - 32S/32Q/16D                                               | ララ・アルアバレナ キャロリン・ガルシア                     | バニア・キング シャネル・シェパーズ                           | 7–6(5), 6–4         |
| 4月14日         | フェドカップ準決勝 オストラヴァ - ハード (室内) ブリスベン - ハード                                                 | 勝利チーム · チェコ · ドイツ                                | 敗退チーム · イタリア · オーストラリア                        | 4–0 3–1             |
| 4月14日         | BMWマレーシア・オープン クアラルンプール $250,000 - ハード - 32S/24Q/16D                                            | ドナ・ベキッチ                                              | ドミニカ・チブルコバ                                          | 5–7, 7–5, 7–6(4)    |
| 4月14日         | BMWマレーシア・オープン クアラルンプール $250,000 - ハード - 32S/24Q/16D                                            | ティメア・バボシュ 詹皓晴                                   | 詹詠然 鄭賽賽                                                 | 6–3, 6–4            |
| 4月21日         | ポルシェ・テニス・グランプリ シュトゥットガルト $710,000 - クレー - 28S/32Q/16D                                     | マリア・シャラポワ                                          | アナ・イバノビッチ                                            | 3–6, 6–4, 6–1       |
| 4月21日         | ポルシェ・テニス・グランプリ シュトゥットガルト $710,000 - クレー - 28S/32Q/16D                                     | サラ・エラニ ロベルタ・ビンチ                               | カーラ・ブラック サニア・ミルザ                               | 6–2, 6–3            |
| 4月21日         | SARラ・プリンセス・ラーラ・メリヤム・グランプリ マラケシュ $250,000 - クレー - 32S/32Q/16D                          | マリア・テレサ・トロ・フロル                                | ロミナ・オプランディ                                          | 6–3, 3–6, 6–3       |
| 4月21日         | SARラ・プリンセス・ラーラ・メリヤム・グランプリ マラケシュ $250,000 - クレー - 32S/32Q/16D                          | ガルビネ・ムグルサ ロミナ・オプランディ                     | カタジナ・ピーター マリナ・ザネフスカ                         | 4-6, 6-2, [11-9]    |
| 4月28日         | ポルトガル・オープン オエイラス $250,000 - クレー - 32S/32Q/16D                                                     | カルラ・スアレス・ナバロ                                    | スベトラーナ・クズネツォワ                                    | 6–4, 3–6, 6–4       |
| 4月28日         | ポルトガル・オープン オエイラス $250,000 - クレー - 32S/32Q/16D                                                     | カーラ・ブラック サニア・ミルザ                             | エバ・ハルディノバ バレリア・ソロビエワ                       | 6–4, 6–3            |
| 5月5日          | ムチュア・マドリード・オープン マドリード €4,033,254 - クレー - 64S/32Q/28D                                         | マリア・シャラポワ                                          | シモナ・ハレプ                                                | 1–6, 6–2, 6–3       |
| 5月5日          | ムチュア・マドリード・オープン マドリード €4,033,254 - クレー - 64S/32Q/28D                                         | サラ・エラニ ロベルタ・ビンチ                               | ガルビネ・ムグルサ カルラ・スアレス・ナバロ                   | 6–4, 6–3            |
| 5月12日         | BNLイタリア国際 ローマ $2,440,070 - クレー - 56S/32Q/28D                                                            | セリーナ・ウィリアムズ                                      | サラ・エラニ                                                  | 6–3, 6–0            |
| 5月12日         | BNLイタリア国際 ローマ $2,440,070 - クレー - 56S/32Q/28D                                                            | クベタ・ペシュケ カタリナ・スレボトニク                     | サラ・エラニ ロベルタ・ビンチ                                 | 4–0, 途中棄権       |
| 5月19日         | ニュルンベルク・カップ ニュルンベルク $250,000 - クレー - 32S/16Q/16D                                               | ウージニー・ブシャール                                      | カロリナ・プリスコバ                                          | 6–2, 4–6, 6–3       |
| 5月19日         | ニュルンベルク・カップ ニュルンベルク $250,000 - クレー - 32S/16Q/16D                                               | ミハエラ・クライチェク カロリナ・プリスコバ                 | ラルカ・オラル シャハー・ピアー                               | 6–0, 4–6, [10–6]    |
| 5月19日         | ストラスブール国際 ストラスブール $250,000 - クレー - 32S/32Q/16D                                                   | モニカ・プイグ                                              | シルビア・ソレル＝エスピノサ                                  | 6–4, 6–3            |
| 5月19日         | ストラスブール国際 ストラスブール $250,000 - クレー - 32S/32Q/16D                                                   | アシュリー・バーティ ケーシー・デラクア                     | タチアナ・ブア ダニエラ・セグエル                             | 4–6, 7–5, [10–4]    |
| 5月26日 6月2日  | 全仏オープン パリ $11,315,740 - クレー 128S/96Q/64D/32X シングルス – ダブルス – 混合ダブルス                        | マリア・シャラポワ                                          | シモナ・ハレプ                                                | 6-4, 6-7(5), 6-4    |
| 5月26日 6月2日  | 全仏オープン パリ $11,315,740 - クレー 128S/96Q/64D/32X シングルス – ダブルス – 混合ダブルス                        | 謝淑薇 彭帥                                                 | サラ・エラニ ロベルタ・ビンチ                                 | 6–4, 6–1            |
| 5月26日 6月2日  | 全仏オープン パリ $11,315,740 - クレー 128S/96Q/64D/32X シングルス – ダブルス – 混合ダブルス                        | アンナ＝レナ・グローネフェルト ジャン＝ジュリアン・ロイヤー | ユリア・ゲルゲス ネナド・ジモニッチ                           | 4-6, 6-2, [10-7]    |
| 6月9日          | エイゴン・クラシック バーミンガム $710,000 - 芝 - 56S/32Q/16D                                                       | アナ・イバノビッチ                                          | バルボラ・ザフラボバ・ストリコバ                              | 6–3, 6–2            |
| 6月9日          | エイゴン・クラシック バーミンガム $710,000 - 芝 - 56S/32Q/16D                                                       | ラケル・コップス＝ジョーンズ アビゲイル・スピアーズ         | アシュリー・バーティ ケーシー・デラクア                       | 7–6(1), 6–1         |
| 6月16日         | エイゴン国際 イーストボーン $710,000 - 芝 - 32S/32Q/16D                                                             | マディソン・キーズ                                          | アンゲリク・ケルバー                                          | 6–3, 3–6, 7–5       |
| 6月16日         | エイゴン国際 イーストボーン $710,000 - 芝 - 32S/32Q/16D                                                             | 詹詠然 詹皓晴                                               | マルチナ・ヒンギス フラビア・ペンネッタ                       | 6-3, 5-7, [10-7]    |
| 6月16日         | トップシェルフ・オープン スヘルトーヘンボス $250,000 - 芝 - 32S/16Q/16D                                             | ココ・バンダウェイ                                          | 鄭潔                                                          | 6–2, 6–4            |
| 6月16日         | トップシェルフ・オープン スヘルトーヘンボス $250,000 - 芝 - 32S/16Q/16D                                             | マリーナ・エラコビッチ アランチャ・パラ・サントンハ         | ミハエラ・クライチェク クリスティナ・ムラデノビッチ           | 0–6, 7–6(5), [10–8] |
| 6月23日 6月30日 | ウィンブルドン ロンドン $11,174,883 - 芝 128S/96Q/64D/48X シングルス – ダブルス – 混合ダブルス                      | ペトラ・クビトバ                                            | ウージニー・ブシャール                                        | 6–3, 6–0            |
| 6月23日 6月30日 | ウィンブルドン ロンドン $11,174,883 - 芝 128S/96Q/64D/48X シングルス – ダブルス – 混合ダブルス                      | サラ・エラニ ロベルタ・ビンチ                               | ティメア・バボシュ クリスティナ・ムラデノビッチ               | 6–1, 6–3            |
| 6月23日 6月30日 | ウィンブルドン ロンドン $11,174,883 - 芝 128S/96Q/64D/48X シングルス – ダブルス – 混合ダブルス                      | サマンサ・ストーサー ネナド・ジモニッチ                     | 詹皓晴 マックス・ミルヌイ                                     | 6-4, 6-2            |
| 7月7日          | ブカレスト・オープン ブカレスト $250,000 - クレー - 32S/32Q/16D                                                     | シモナ・ハレプ                                              | ロベルタ・ビンチ                                              | 6–1, 6–3            |
| 7月7日          | ブカレスト・オープン ブカレスト $250,000 - クレー - 32S/32Q/16D                                                     | エレナ・ボグダン アレクサンドラ・カダントゥ                 | カグラ・ブユカケイ カリン・クナップ                           | 6–4, 3–6, [10–5]    |
| 7月7日          | ガシュタイン・レディース バートガシュタイン $250,000 - クレー - 32S/16Q/16D                                         | アンドレア・ペトコビッチ                                    | シェルビー・ロジャース                                        | 6–3, 6–3            |
| 7月7日          | ガシュタイン・レディース バートガシュタイン $250,000 - クレー - 32S/16Q/16D                                         | カロリナ・プリスコバ クリスティナ・プリスコバ               | アンドレヤ・クレパーチ マリア・テレサ・トロ・フロル           | 4–6, 6–3, [10–6]    |
| 7月14日         | スウェーデン・オープン ボースタード $250,000 - クレー - 32S/32Q/16D                                                 | モナ・バルテル                                              | シャネル・シェパーズ                                          | 6–3, 7–6(3)         |
| 7月14日         | スウェーデン・オープン ボースタード $250,000 - クレー - 32S/32Q/16D                                                 | アンドレヤ・クレパーチ マリア・テレサ・トロ・フロル         | ジョスリン・レイ アンナ・スミス                               | 6–1, 6–1            |
| 7月14日         | イスタンブール・カップ イスタンブール $250,000 - ハード - 32S/32Q/16D                                               | キャロライン・ウォズニアッキ                                | ロベルタ・ビンチ                                              | 6–1, 6-1            |
| 7月14日         | イスタンブール・カップ イスタンブール $250,000 - ハード - 32S/32Q/16D                                               | 土居美咲 エリナ・スビトリナ                                 | オクサナ・カラシニコワ ポーラ・カニア                         | 6–4, 6–0            |
| 7月21日         | バクー・カップ バクー $250,000 - ハード - 32S/24Q/16D                                                               | エリナ・スビトリナ                                          | ボヤナ・ヨバノフスキ                                          | 6–1, 7–6(2)         |
| 7月21日         | バクー・カップ バクー $250,000 - ハード - 32S/24Q/16D                                                               | アレクサンドラ・パノワ ヘザー・ワトソン                     | ラルカ・オラル シャハー・ピアー                               | 6-2, 7–6(3)         |
| 7月28日         | バンク・オブ・ウエスト・クラシック スタンフォード $710,000 - ハード - 28S/32Q/16D                                   | セリーナ・ウィリアムズ                                      | アンゲリク・ケルバー                                          | 7–6(1), 6-3         |
| 7月28日         | バンク・オブ・ウエスト・クラシック スタンフォード $710,000 - ハード - 28S/32Q/16D                                   | ガルビネ・ムグルサ カルラ・スアレス・ナバロ                 | ポーラ・カニア カテリナ・シニアコバ                           | 6–2, 4–6, [10–5]    |
| 7月28日         | シティ・オープン ワシントンD.C. $250,000 - ハード - 32S/32Q/16D                                                     | スベトラーナ・クズネツォワ                                  | 奈良くるみ                                                    | 6–3, 4–6, 6–4       |
| 7月28日         | シティ・オープン ワシントンD.C. $250,000 - ハード - 32S/32Q/16D                                                     | 青山修子 ガブリエラ・ダブロウスキー                         | 桑田寛子 奈良くるみ                                           | 6–1, 6–2            |
| 8月4日          | ロジャーズ・カップ モントリオール $2,440,070 - ハード - 56S/48Q/28D                                                 | アグニエシュカ・ラドワンスカ                                | ビーナス・ウィリアムズ                                        | 6–4, 6–2            |
| 8月4日          | ロジャーズ・カップ モントリオール $2,440,070 - ハード - 56S/48Q/28D                                                 | サラ・エラニ ロベルタ・ビンチ                               | カーラ・ブラック サニア・ミルザ                               | 7–6(4), 6–3         |
| 8月11日         | ウエスタン・アンド・サザン・オープン シンシナティ $2,369,000 - ハード - 56S/48Q/28D                                 | セリーナ・ウィリアムズ                                      | アナ・イバノビッチ                                            | 6–4, 6–1            |
| 8月11日         | ウエスタン・アンド・サザン・オープン シンシナティ $2,369,000 - ハード - 56S/48Q/28D                                 | ラケル・コップス＝ジョーンズ アビゲイル・スピアーズ         | ティメア・バボシュ クリスティナ・ムラデノビッチ               | 6–1, 2–0, 途中棄権  |
| 8月18日         | コネティカット・オープン ニューヘイブン $710,000 - ハード - 30S/32Q/16D                                             | ペトラ・クビトバ                                            | マグダレナ・リバリコバ                                        | 6–4, 6–2            |
| 8月18日         | コネティカット・オープン ニューヘイブン $710,000 - ハード - 30S/32Q/16D                                             | アンドレヤ・クレパーチ シルビア・ソレル＝エスピノサ         | マリーナ・エラコビッチ アランチャ・パラ・サントンハ           | 7–5, 4–6, [10–7]    |
| 8月25日 9月1日  | 全米オープン ニューヨーク $11,517,008 - ハード 128S/128Q/64D/32X シングルス – ダブルス – 混合ダブルス               | セリーナ・ウィリアムズ                                      | キャロライン・ウォズニアッキ                                  | 6–3, 6–3            |
| 8月25日 9月1日  | 全米オープン ニューヨーク $11,517,008 - ハード 128S/128Q/64D/32X シングルス – ダブルス – 混合ダブルス               | エカテリーナ・マカロワ エレーナ・ベスニナ                   | マルチナ・ヒンギス フラビア・ペンネッタ                       | 2–6, 6–3, 6–2       |
| 8月25日 9月1日  | 全米オープン ニューヨーク $11,517,008 - ハード 128S/128Q/64D/32X シングルス – ダブルス – 混合ダブルス               | サニア・ミルザ ブルーノ・ソアレス                           | アビゲイル・スピアーズ サンティアゴ・ゴンサレス               | 6–1, 2–6, [11–9]    |
| 9月8日          | クープ・バンク・ナショナル ケベック・シティー $250,000 - ハード (室内) - 32S/32Q/16D                                | ミリヤナ・ルチッチ＝バロニ                                  | ビーナス・ウィリアムズ                                        | 6–4, 6–3            |
| 9月8日          | クープ・バンク・ナショナル ケベック・シティー $250,000 - ハード (室内) - 32S/32Q/16D                                | ルーシー・ハラデツカ ミリヤナ・ルチッチ＝バロニ             | ユリア・ゲルゲス アンドレア・フラバーチコバ                   | 6–3, 7–6(8)         |
| 9月8日          | タシケント・オープン タシケント $250,000 - ハード - 32S/24Q/16D                                                     | カリン・クナップ                                            | ボヤナ・ヨバノフスキ                                          | 6–2, 7–6(4)         |
| 9月8日          | タシケント・オープン タシケント $250,000 - ハード - 32S/24Q/16D                                                     | アレクサンドラ・クルニッチ カテリナ・シニアコバ             | マルガリータ・ガスバリアン アレクサンドラ・パノワ             | 6–2, 6–1            |
| 9月8日          | 香港テニス・オープン 香港 $250,000 - ハード - 32S/16Q/16D                                                           | ザビーネ・リシキ                                            | カロリナ・プリスコバ                                          | 7–5, 6–3            |
| 9月8日          | 香港テニス・オープン 香港 $250,000 - ハード - 32S/16Q/16D                                                           | カロリナ・プリスコバ クリスティナ・プリスコバ               | パトリシア・メイヤー＝アッハライトナー アリーナ・ロディオノワ | 6–2, 2–6, [12–10]   |
| 9月16日         | 東レ・パンパシフィック・オープン 東京 $1,000,000 - ハード - 28S/32Q/16D                                             | アナ・イバノビッチ                                          | キャロライン・ウォズニアッキ                                  | 6–2, 7–6(2)         |
| 9月16日         | 東レ・パンパシフィック・オープン 東京 $1,000,000 - ハード - 28S/32Q/16D                                             | カーラ・ブラック サニア・ミルザ                             | ガルビネ・ムグルサ カルラ・スアレス・ナバロ                   | 6–2, 7–5            |
| 9月16日         | KIA韓国オープン ソウル $500,000 - ハード - 32S/32Q/16D                                                              | カロリナ・プリスコバ                                        | バルバラ・レプチェンコ                                        | 6–3, 6–7(5), 6–2    |
| 9月16日         | KIA韓国オープン ソウル $500,000 - ハード - 32S/32Q/16D                                                              | ララ・アルアバレナ イリーナ＝カメリア・ベグ                 | モナ・バルテル マンディ・ミネラ                               | 6–3, 6–3            |
| 9月16日         | 広州国際女子オープン 広州 $500,000 - ハード - 32S/24Q/16D                                                           | モニカ・ニクレスク                                          | アリーゼ・コルネ                                              | 6–4, 6–0            |
| 9月16日         | 広州国際女子オープン 広州 $500,000 - ハード - 32S/24Q/16D                                                           | 荘佳容 梁晨                                                 | アリーゼ・コルネ マグダ・リネッテ                             | 2–6, 7–6(3), [10–7] |
| 9月22日         | 武漢オープン 武漢 $2,440,070 - ハード - 56S/32Q/16D                                                                 | ペトラ・クビトバ                                            | ウージニー・ブシャール                                        | 6–3, 6–4            |
| 9月22日         | 武漢オープン 武漢 $2,440,070 - ハード - 56S/32Q/16D                                                                 | マルチナ・ヒンギス フラビア・ペンネッタ                     | カーラ・ブラック キャロリン・ガルシア                         | 6–4, 5–7, [12–10]   |
| 9月29日         | チャイナ・オープン 北京 $5,185,625 - ハード - 60S/32Q/28D                                                           | マリア・シャラポワ                                          | ペトラ・クビトバ                                              | 6–4, 2–6, 6–3       |
| 9月29日         | チャイナ・オープン 北京 $5,185,625 - ハード - 60S/32Q/28D                                                           | アンドレア・フラバーチコバ 彭帥                             | カーラ・ブラック サニア・ミルザ                               | 6–4, 6–4            |
| 10月6日         | ジェネラーリ・レディース・リンツ リンツ $250,000 - ハード (室内) - 32S/32Q/16D                                      | カロリナ・プリスコバ                                        | カミラ・ジョルジ                                              | 6–7(4), 6–3, 7–6(4) |
| 10月6日         | ジェネラーリ・レディース・リンツ リンツ $250,000 - ハード (室内) - 32S/32Q/16D                                      | ラルカ・オラル アンナ・タチシビリ                           | アニカ・ベック キャロリン・ガルシア                           | 6–2, 6–1            |
| 10月6日         | ジャパン女子オープンテニス 大阪 $250,000 - ハード - 32S/32Q/16D                                                     | サマンサ・ストーサー                                        | ザリナ・ディアス                                              | 7–6(7), 6–3         |
| 10月6日         | ジャパン女子オープンテニス 大阪 $250,000 - ハード - 32S/32Q/16D                                                     | 青山修子 レナタ・ボラコバ                                   | ララ・アルアバレナ タチヤナ・マリア                           | 6–1, 6–2            |
| 10月6日         | 天津オープン 天津 $250,000 - ハード - 32S/32Q/16D                                                                   | アリソン・リスク                                            | ベリンダ・ベンチッチ                                          | 6–3, 6–4            |
| 10月6日         | 天津オープン 天津 $250,000 - ハード - 32S/32Q/16D                                                                   | アーラ・クドゥリャフツェワ アナスタシア・ロディオノワ       | ソラナ・チルステア アンドレヤ・クレパーチ                     | 6–7(6), 6–2, [10–8] |
| 10月13日        | クレムリン・カップ モスクワ $710,000 - ハード (室内) - 28S/32Q/16D                                                  | アナスタシア・パブリュチェンコワ                            | イリーナ＝カメリア・ベグ                                      | 6–4, 5–7, 6–1       |
| 10月13日        | クレムリン・カップ モスクワ $710,000 - ハード (室内) - 28S/32Q/16D                                                  | マルチナ・ヒンギス フラビア・ペンネッタ                     | キャロリン・ガルシア アランチャ・パラ・サントンハ             | 6–3, 7–5            |
| 10月13日        | BGLルクセンブルク・オープン ルクセンブルク $250,000 - ハード (室内) - 32S/32Q/16D                                   | アニカ・ベック                                              | バルボラ・ザフラボバ・ストリコバ                              | 6–2, 6–1            |
| 10月13日        | BGLルクセンブルク・オープン ルクセンブルク $250,000 - ハード (室内) - 32S/32Q/16D                                   | ティメア・バシンスキー クリスティナ・バロイス               | ルーシー・ハラデツカ バルボラ・クレシコバ                     | 3–6, 6–4, [10–4]    |
| 10月20日        | TEB・BNPパリバ・WTAファイナルズ シンガポール $6,500,000 - ハード (室内) - 8S (RR)/4D                                | セリーナ・ウィリアムズ                                      | シモナ・ハレプ                                                | 6–3, 6–0            |
| 10月20日        | TEB・BNPパリバ・WTAファイナルズ シンガポール $6,500,000 - ハード (室内) - 8S (RR)/4D                                | カーラ・ブラック サニア・ミルザ                             | 謝淑薇 彭帥                                                   | 6–1, 6–0            |
| 10月27日        | カタール航空・トーナメント・オブ・チャンピオンズ ソフィア $750,000 - ハード (室内) - 8S                             | アンドレア・ペトコビッチ                                    | フラビア・ペンネッタ                                          | 1–6, 6–4, 6-3       |
| 11月3日         | フェドカップ決勝 プラハ - ハード (室内)                                                                             | チェコ                                                      | ドイツ                                                        | 3–1                 |

## 2014年最終ランキング
| 順位 | 選手                         | ポイント | 出場数 |
| ---- | ---------------------------- | -------- | ------ |
| 1    | セリーナ・ウィリアムズ       | 8485     | 18     |
| 2    | マリア・シャラポワ           | 5891     | 16     |
| 3    | シモナ・ハレプ               | 6292     | 20     |
| 4    | ペトラ・クビトバ             | 5966     | 19     |
| 5    | アナ・イバノビッチ           | 4820     | 22     |
| 6    | アグニエシュカ・ラドワンスカ | 4810     | 21     |
| 7    | ウージニー・ブシャール       | 4715     | 23     |
| 8    | キャロライン・ウォズニアッキ | 4625     | 20     |
| 9    | 李娜                         | 3970     | 14     |
| 10   | アンゲリク・ケルバー         | 3480     | 22     |

| 順位 | 選手                   | ポイント | 出場数 |
| ---- | ---------------------- | -------- | ------ |
| 1    | ロベルタ・ビンチ       | 9585     | 19     |
| 1    | サラ・エラニ           | 9585     | 19     |
| 3    | 彭帥                   | 7800     | 16     |
| 4    | カーラ・ブラック       | 6775     | 24     |
| 5    | 謝淑薇                 | 6510     | 19     |
| 6    | サニア・ミルザ         | 6470     | 22     |
| 7    | エカテリーナ・マカロワ | 5580     | 16     |
| 7    | エレーナ・ベスニナ     | 5580     | 15     |
| 9    | クベタ・ペシュケ       | 5000     | 21     |
| 10   | カタリナ・スレボトニク | 4630     | 20     |

## 主な引退選手
- アンネ・クレマー
- 李娜
- イベタ・ベネソバ
- ディナラ・サフィナ
- アグネシュ・サバイ
- メリンダ・ツィンク
- エレナ・ドキッチ